# European Silver League 2018 (damer)
'European Silver League 2018 utspelade sig mellan 19 maj och 17 juni 2018. Det var den första upplagan av turneringen och åtta landslag från CEV:s medlemsförbund. Sverige vann tävlingen för första gången genom att besegra Österrike i finalen. Isabelle Haak utsågs till mest värdefulla spelare.

## Regelverk

### Format
Tävlingen genomfördes i två rundor:
- Gruppspelsrundan. Samtliga lag delades upp i två grupper om fyra lag där alla möte alla både hemma och borta. Det bästa laget i varje grupp, den bästa tvåan samt värden för finalspelet gick vidare till finalspel.
- Slutspelsrundan, bestod av semifinaler, match om tredje pris och final. Vinnaren av finalen kvalificerade sig för European Golden League 2019.

### Rankningskriterier
Om slutresultatet blev 3-0 eller 3-1 tilldelades 3 poäng till det vinnande laget och 0 till det förlorande laget, om slutresultatet blev 3-2 tilldelades 2 poäng till det vinnande laget och 1 till det förlorande laget. 
Rankningsordningen i serien definierades utifrån:
- Antal vunna matcher
- Poäng
- Kvot vunna / förlorade set
- Kvot vunna / förlorade poäng.
- Inbördes möte(n)

## Turneringen

### Gruppspel
| Grupp A | Grupp B   |
| ------- | --------- |
| Estland | Albanien  |
| Kosovo  | Österrike |
| Sverige | Georgien  |
| Schweiz | Israel    |

#### Grupp A

##### Resultat
| 20 maj 2018 Palestra Bill Clinton, Ferizaj Speltid: 0h:58 - Åskådare: 200          | Kosovo  | 0 - 3 | Estland | 8-25, 12-25, 17-25                |
| 19 maj 2018 Forum Örkelljunga, Örkelljunga Speltid: 0h:58 - Åskådare: 307          | Sverige | 3 - 0 | Schweiz | 25-13, 26-24, 25-17               |
| 23 maj 2018 Rakvere Spordikeskus, Rakvere Speltid: 1h:52 - Åskådare: 1 200         | Estland | 3 - 2 | Schweiz | 21-25, 25-17, 24-26, 25-18, 15-12 |
| 23 maj 2018 Palestra Selishta - Petriti, Gjilan Speltid: 1h:15 - Åskådare: 600     | Kosovo  | 0 - 3 | Sverige | 21-25, 23-25, 10-25               |
| 26 maj 2018 Rakvere Spordikeskus, Rakvere Speltid: 1h:58 - Åskådare: 1 000         | Estland | 2 - 3 | Sverige | 25-17, 25-18, 33-35, 20-25, 7-15  |
| 26 maj 2018 Forum Biwi, Rossemaison Speltid: 1h:00 - Åskådare: 450                 | Schweiz | 3 - 0 | Kosovo  | 25-14, 25-15, 25-17               |
| 30 maj 2018 Nyköpings Arenor, Nyköping Speltid: 1h:48 - Åskådare: 350              | Sverige | 2 - 3 | Estland | 25-20, 18-25, 25-21, 25-27, 6-15  |
| 30 maj 2018 Pallati i Rinisë dhe Sporteve, Pristina Speltid: 1h:06 - Åskådare: 400 | Kosovo  | 0 - 3 | Schweiz | 18-25, 20-25, 15-25               |
| 2 juni 2018 Nyköpings Arenor, Nyköping Speltid: 0h:52 - Åskådare: 325              | Sverige | 3 - 0 | Kosovo  | 25-11, 25-15, 25-7                |
| 3 juni 2018 Centre Sportif Sous-Moulin, Thônex Speltid: 1h:34 - Åskådare: 1 200    | Schweiz | 1 - 3 | Estland | 25-21, 19-25, 17-25, 15-25        |
| 6 juni 2018 Rakvere Spordikeskus, Rakvere Speltid: 1h:02 - Åskådare: 500           | Estland | 3 - 0 | Kosovo  | 25-15, 25-8, 25-17                |
| 6 juni 2018 BetoncoupeArena, Schönenwerd Speltid: 1h:49 - Åskådare: 1 050          | Schweiz | 3 - 2 | Sverige | 25-22, 25-15, 17-25, 21-25, 15-12 |

##### Sluttabell
| Pos. | Lag     | Pt | G | V | P | VS | FS | Kvot  | VP  | FP  | Kvot  |
| ---- | ------- | -- | - | - | - | -- | -- | ----- | --- | --- | ----- |
| 1.   | Estland | 14 | 6 | 5 | 1 | 17 | 8  | 2,125 | 574 | 460 | 1,247 |
| 2.   | Sverige | 13 | 6 | 4 | 2 | 16 | 8  | 2,000 | 534 | 462 | 1,155 |
| 3.   | Schweiz | 9  | 6 | 3 | 3 | 12 | 11 | 1,090 | 481 | 480 | 1,002 |
| 4.   | Kosovo  | 0  | 6 | 0 | 6 | 0  | 18 | 0,000 | 263 | 450 | 0,584 |

      Kvalificerat för semifinal.

#### Grupp B

##### Resultat
| 20 maj 2018 New Volleyball Arena, Tbilisi Speltid: 1h:12 - Åskådare: 525     | Georgien  | 0 - 3 | Albanien  | 16-25, 18-25, 22-25               |
| 19 maj 2018 Sportpark Klagenfurt, Klagenfurt Speltid: 1h:42 - Åskådare: 440  | Österrike | 3 - 1 | Israel    | 25-21, 25-12, 20-25, 25-15        |
| 23 maj 2018 Parku Olimpik Feti Borova, Tirana Speltid: 1h:17 - Åskådare: 450 | Albanien  | 0 - 3 | Österrike | 18-25, 17-25, 21-25               |
| 23 maj 2018 Metrowest Sport Palace, Ra'anana Speltid: 1h:51 - Åskådare: 150  | Israel    | 3 - 1 | Georgien  | 25-21, 23-25, 25-20, 25-16        |
| 26 maj 2018 Metrowest Sport Palace, Ra'anana Speltid: 1h:09 - Åskådare: 200  | Israel    | 0 - 3 | Albanien  | 18-25, 16-25, 14-25               |
| 26 maj 2018 New Volleyball Arena, Tbilisi Speltid: 1h:01 - Åskådare: 130     | Georgien  | 0 - 3 | Österrike | 17-25, 14-25, 14-25               |
| 30 maj 2018 Parku Olimpik Feti Borova, Tirana Speltid: 1h:53 - Åskådare: 350 | Albanien  | 3 - 1 | Israel    | 25-23, 25-19, 27-29, 25-16        |
| 30 maj 2018 Johann-Pölz-Halle, Amstetten Speltid: 1h:42 - Åskådare: 550      | Österrike | 3 - 1 | Georgien  | 25-21, 25-16, 23-25, 25-16        |
| 2 juni 2018 Sporthalle Enns, Enns Speltid: 1h:58 - Åskådare: 590             | Österrike | 2 - 3 | Albanien  | 25-21, 25-22, 19-25, 16-25, 11-15 |
| 2 juni 2018 New Volleyball Arena, Tbilisi Speltid: 1h:24 - Åskådare: 120     | Georgien  | 3 - 0 | Israel    | 25-21, 25-18, 25-22               |
| 6 juni 2018 Parku Olimpik Feti Borova, Tirana Speltid: 1h:03 - Åskådare: 300 | Albanien  | 3 - 0 | Georgien  | 25-14, 25-13, 26-24               |
| 6 juni 2018 Metrowest Sport Palace, Ra'anana Speltid: 1h:43 - Åskådare: 100  | Israel    | 1 - 3 | Österrike | 26-24, 17-25, 22-25, 16-25        |

##### Sluttabell
| Pos. | Lag       | Pt | G | V | P | VS | FS | Kvot  | VP  | FP  | Kvot  |
| ---- | --------- | -- | - | - | - | -- | -- | ----- | --- | --- | ----- |
| 1.   | Österrike | 16 | 6 | 5 | 1 | 17 | 6  | 2,833 | 538 | 441 | 1,220 |
| 2.   | Albanien  | 14 | 6 | 5 | 1 | 15 | 6  | 2,500 | 492 | 413 | 1,191 |
| 3.   | Israel    | 3  | 6 | 1 | 5 | 6  | 16 | 0,375 | 448 | 528 | 0,848 |
| 4.   | Georgien  | 3  | 6 | 1 | 5 | 5  | 15 | 0,333 | 387 | 483 | 0,801 |

      Kvalificerat för semifinal.

### Slutspelsfasen
|  | Semifinaler | Semifinaler | Semifinaler |           |    | Final               | Final               | Final               |  |
|  |             |             |             |           |    |                     |                     |                     |  |
|  | 2B          | Albanien    | 0           |           |    |                     |                     |                     |  |
|  | 2B          | Albanien    | 0           |           |    |                     |                     |                     |  |
|  | 2A          | Sverige     | 3           |           |    |                     |                     |                     |  |
|  | 2A          | Sverige     | 3           |           | 2A | Sverige             | 3                   |                     |  |
|  |             |             |             |           | 2A | Sverige             | 3                   |                     |  |
|  |             |             | 1B          | Österrike | 1  |                     |                     |                     |  |
|  | 1B          | Österrike   | 1B          | Österrike | 1  | 3                   |                     |                     |  |
|  | 1B          | Österrike   |             |           |    | 3                   |                     |                     |  |
|  | 1A          | Estland     | 1           |           |    | Match om tredjepris | Match om tredjepris | Match om tredjepris |  |
|  | 1A          | Estland     | 1           |           |    |                     |                     |                     |  |
|  |             |             |             |           |    |                     |                     |                     |  |
|  |             |             |             |           |    | 2B                  | Albanien            | 3                   |  |
|  |             |             |             |           |    | 2B                  | Albanien            | 3                   |  |
|  |             |             |             |           |    | 1A                  | Estland             | 0                   |  |

#### Semifinaler
| 16 juni 2018 Nyköpings Arenor, Nyköping Speltid: 1h:10 - Åskådare: 280 | Albanien  | 0 - 3 | Sverige | 14-25, 21-25, 21-25        |
| 16 juni 2018 Nyköpings Arenor, Nyköping Speltid: 1h:42 - Åskådare: 130 | Österrike | 3 - 1 | Estland | 21-25, 25-22, 26-24, 25-16 |

#### Match om tredjepris
| 17 juni 2018 Nyköpings Arenor, Nyköping Speltid: 1h:05 - Åskådare: 150 | Albanien | 3 - 0 | Estland | 25-14, 25-17, 25-21 |

#### Final
| 17 juni 2018 Nyköpings Arenor, Nyköping Speltid: 1h:34 - Åskådare: 400 | Sverige | 3 - 1 | Österrike | 25-23, 25-21, 16-25, 25-17 |

## Slutplaceringar
| Pos | Lag       |
| --- | --------- |
|     | Sverige   |
|     | Österrike |
|     | Albanien  |
| 4   | Estland   |
| 5   | Schweiz   |
| 6   | Israel    |
| 7   | Georgien  |
| 8   | Kosovo    |

## Individuella utmärkelser
| Utmärkelse              | Namn                | Lag       |
| ----------------------- | ------------------- | --------- |
| Mest värdefulla spelare | Isabelle Haak       | Sverige   |
| Bästa passare           | Josephine Tegenfalk | Sverige   |
| Bästa högerspiker       | Isabelle Haak       | Sverige   |
| Bästa vänsterspiker     | Arjola Prenga       | Albanien  |
| Bästa vänsterspiker     | Anna Haak           | Sverige   |
| Bästa center            | Sava Thaka          | Albanien  |
| Bästa center            | Nina Nesimović      | Österrike |
| Bästa libero            | Sophie Wallner      | Österrike |